# شناگر (اقیانوس‌شناسی)

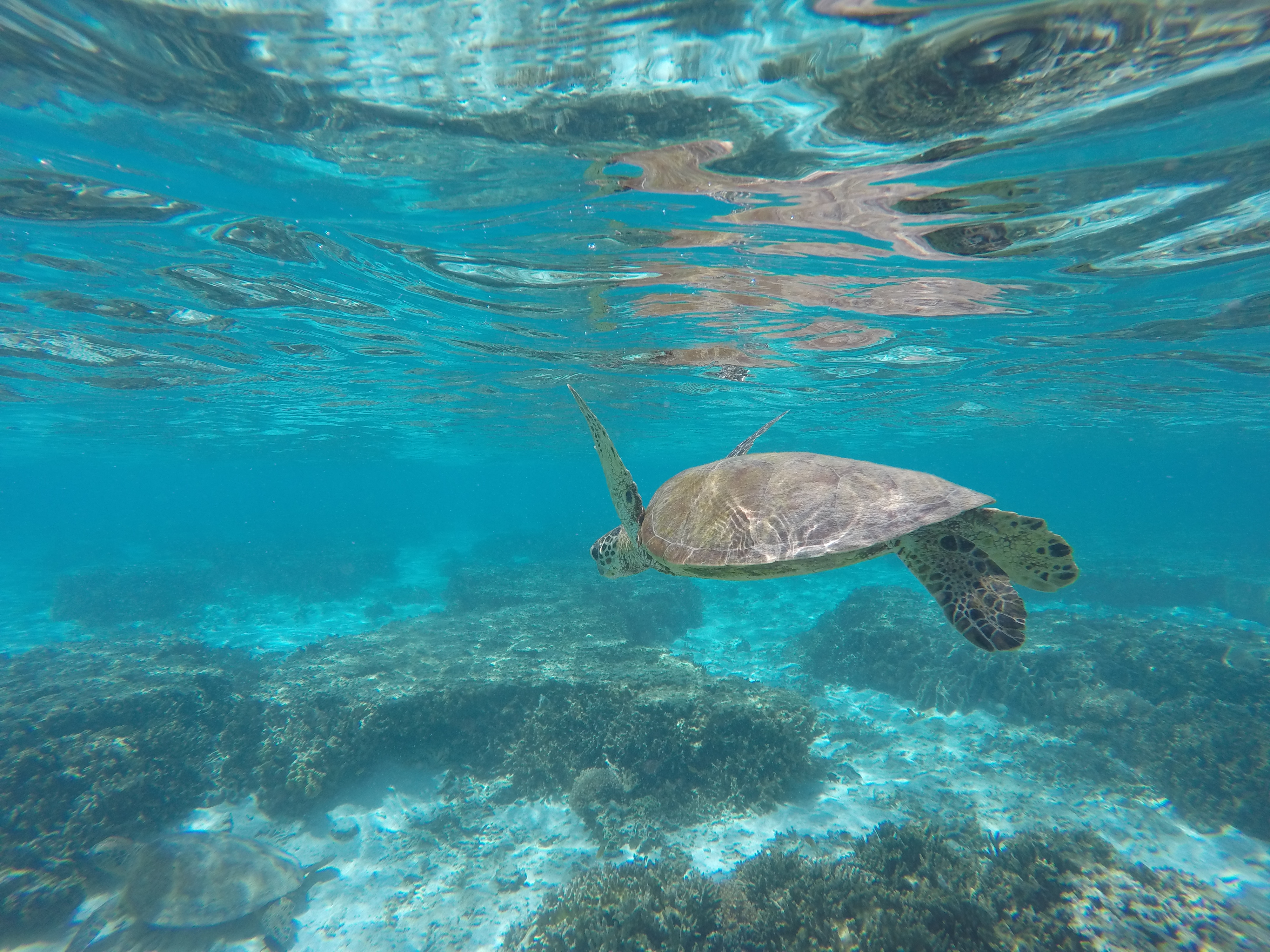
شنای لاک‌پشت‌ها در دیواره مرجانی بزرگ

شناگر (انگلیسی: Nekton) به هر نوع از موجودات آبزی گفته می‌شود که خود در جهت‌های مختلف در آب شنا می‌کند و صرفاً با جریان آب به این سو و آن سو برده نمی‌شود.
این اصطلاح از سوی زیست‌شناس آلمانی ارنست هاکل ارائه شده‌است تا بین جانداران شناگر فعال در آب‌ها و ارگانیسم‌های غیرفعال که توسط جریان آب برده می‌شوند (پلانکتون‌ها) تمایز قائل شود. به عنوان یک راهنما، برای موجودات شناگر عدد رینولدز بالا است (بیشتر از ۱۰۰۰) و این عدد برای ارگانیسم‌های پلانکتونی کم است (کمتر از ۱۰). با این حال، برخی از ارگانیسم‌ها می‌توانند زندگی را به‌عنوان پلانکتون (دروازی) آغاز کنند و بعداْ شناگر شوند. این امر گاهی تشخیص دو گروه را از هم دشوار می‌کند. به همین دلیل برخی زیست‌شناسان از استفاده از اصطلاح شناگر استقبال نکرده‌اند.